# NES Open Tournament Golf
NES Open Tournament Golf è un videogioco sportivo sviluppato e pubblicato da Nintendo per il Nintendo Entertainment System nel 1991.  È il secondo gioco di golf pubblicato per NES (il primo fu Golf).
Come la maggior parte dei giochi di Mario pubblicati in quel periodo, il giocatore 1 gioca come Mario, mentre il secondo come Luigi. In alcuni momenti durante il gioco, a Mario e Luigi vengono dati suggerimenti dalle loro caddies Daisy e Peach.
Nes Open Tournament Golf è spesso considerato identico alla versione giapponese per Famicom: Mario's Open Golf, poiché sono entrambi strutturati nello stesso modo e non differiscono per grafica; tuttavia ci sono molte differenze tra i due giochi. Per prima cosa Mario's Open Golf conta cinque buche, contro le tre di NES Open Tournament Golf; la melodia di sottofondo, inoltre, è diversa tra i due giochi. Mario's Open Golf, poi, è più difficile della sua controparte nipponica: le buche, infatti, contano più ostacoli.
NES Open Tournament Golf è uno dei 10 giochi scaricabili dal Nintendo eShop che rientra nel Programma Fedeltà del Nintendo 3DS.